# Westlake (Ohio)
Westlake es una ciudad ubicada en el condado de Cuyahoga en el estado estadounidense de Ohio. En el censo de 2010 tenía una población de 32729 habitantes y una densidad poblacional de 793,27 personas por km².

## Geografía
Westlake se encuentra ubicada en las coordenadas 41°26′58″N 81°55′49″O / 41.44944, -81.93028. Según la Oficina del Censo de los Estados Unidos, Westlake tiene una superficie total de 41.26 km², de la cual 41.25 km² corresponden a tierra firme y (0.03%) 0.01 km² es agua.

## Demografía
Según el censo de 2010, había 32729 personas residiendo en Westlake. La densidad de población era de 793,27 hab./km². De los 32729 habitantes, Westlake estaba compuesto por el 91.19% blancos, el 1.58% eran afroamericanos, el 0.07% eran amerindios, el 4.89% eran asiáticos, el 0.05% eran isleños del Pacífico, el 0.6% eran de otras razas y el 1.62% pertenecían a dos o más razas. Del total de la población el 2.48% eran hispanos o latinos de cualquier raza.